# E. L. James

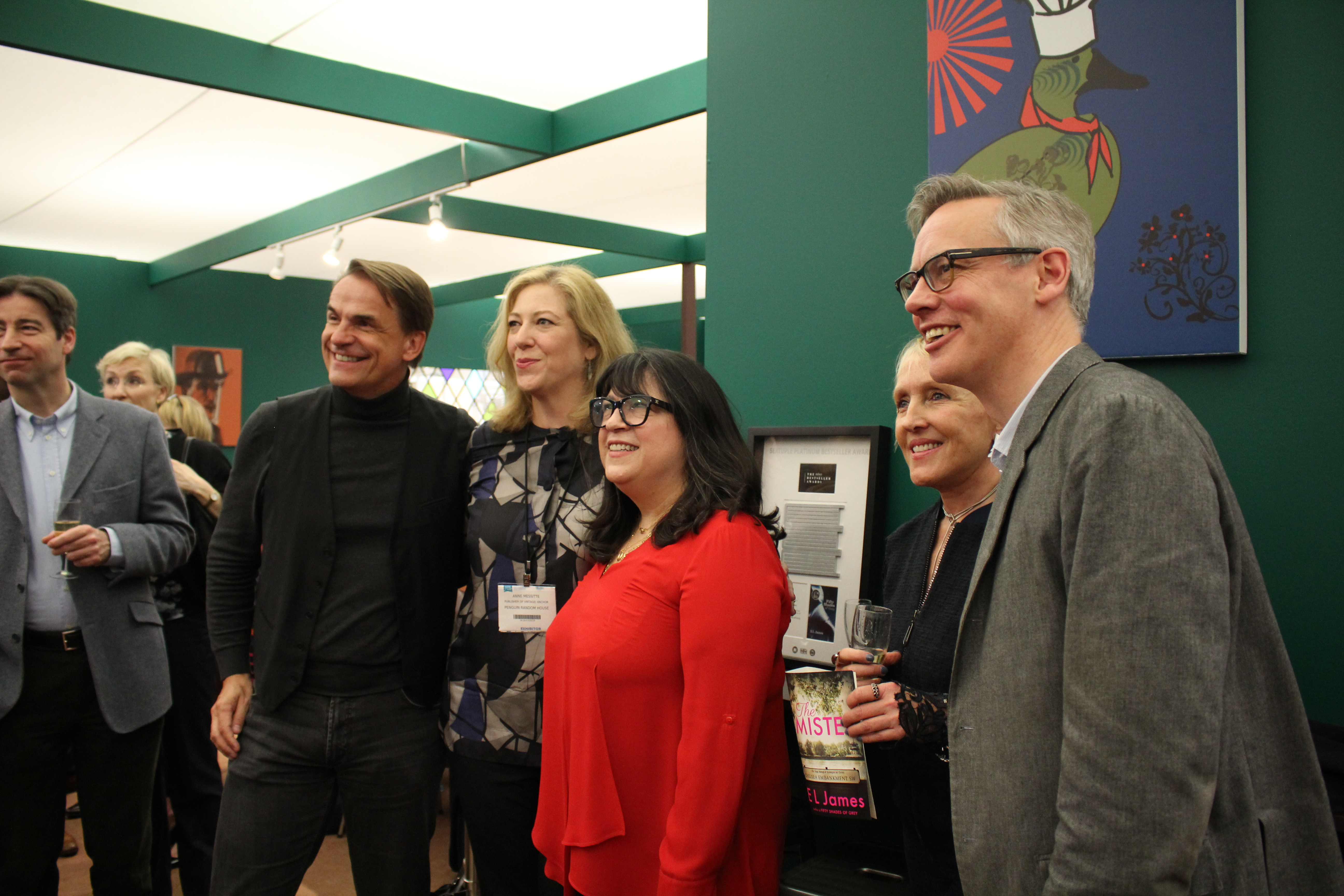
E. L. James (2019, Dritte von rechts)

Erika Leonard (* 7. März 1963 als Erika Mitchell in Willesden, London) ist eine britische Schriftstellerin, die besonders unter ihrem Pseudonym E. L. James bekannt wurde. Im Jahr 2011 erschien ihre erotische Roman-Trilogie Shades of Grey, die zunächst in einem kleinen australischen Verlag herausgebracht und durch Mundpropaganda erfolgreich wurde. Weltweit wurden mehr als 125 Millionen Exemplare der Trilogie verkauft, der erste Roman gilt dabei als das am schnellsten jemals verkaufte Taschenbuch, noch vor den Harry-Potter-Taschenbüchern. 2015 wurde die gleichnamige Verfilmung veröffentlicht. Im Februar 2017 wurde die Fortsetzung Fifty Shades of Grey – Gefährliche Liebe veröffentlicht.

## Leben
Erika Leonard lebt in London, ist Mutter von zwei Söhnen und arbeitete seit 1999 als Produktionsleiterin bei der Fernsehproduktionsfirma Shooting Stars in London. Seit 1987 ist sie mit dem Drehbuchautor Niall Leonard verheiratet. E. L. James veröffentlichte Fifty Shades of Grey zunächst ab 2009 unter dem Titel The Master of the Universe als Fan-Fiction zu Stephenie Meyers Twilight Saga auf Fanfiction-Webseiten unter dem Pseudonym Snowqueens Icedragon, die Protagonisten waren ursprünglich Edward Cullen und Bella Swan.
Nach Kritik an den Details von BDSM-Praktiken, die von Dominanz und Unterwerfung, spielerischer Bestrafung sowie Lustschmerz oder Fesselungsspielen handeln, entwarf E. L. James die Fortsetzungsgeschichten und veröffentlichte sie auf ihrer eigenen Webseite unter FiftyShades.com. Später änderte die Autorin die Namen ihrer Hauptfiguren in Anastasia Steele und Christian Grey und löschte sie auch auf FiftyShades.com.
Die überarbeitete Version erschien als E-Book und ab Mai 2011 als Taschenbuch erstmals unter dem Titel Fifty Shades of Grey, herausgegeben von dem Independent-Verlag The Writer’s Coffee Shop in Australien.
Der zweite Band Fifty Shades Darker wurde im September 2011 veröffentlicht, der dritte, Fifty Shades Freed, folgte im Januar 2012. The Writer’s Coffee Shop verfügte nur über ein geringes Marketing-Budget und stützte sich weitgehend auf Besprechungen auf Literaturblogs – der Verkauf der Romane wurde dann durch Mundpropaganda verstärkt.
Am 3. April 2012 brachte der Knopf Verlag in den USA Fifty Shades of Grey auf den Markt. Zwei Wochen später erschienen die beiden Folgebände. Um mit der enormen Nachfrage Schritt zu halten, ließ der Verlag wöchentlich bis zu 950.000 Exemplare der drei Romane nachdrucken. Bis Ende Mai 2012 wurden über 10 Millionen Bücher der Trilogie in den USA verkauft. Anfang Juli 2012 belief sich die Zahl der in den USA verkauften Exemplare bereits auf über 20 Millionen.
Die Übersetzungsrechte wurden in zahlreiche Länder verkauft, die Filmrechte an der Trilogie haben sich Universal Pictures und Focus Features gemeinsam gesichert. Daraufhin entstand mit Fifty Shades of Grey (2015) eine Verfilmung des ersten Teils, an der E. L. James auch beteiligt war. Die deutschsprachige Übersetzung des ersten Bandes erschien am 9. Juli 2012 unter dem Titel Shades of Grey im Goldmann Verlag. Mit Fifty Shades of Grey – Gefährliche Liebe kam im Februar 2017 die Verfilmung des zweiten Teils und mit Fifty Shades of Grey – Befreite Lust zwei Jahre später die des dritten Teils in die Kinos.
Das TIME Magazine erklärte E. L. James 2012 zu einer der 100 einflussreichsten Personen der Welt.
Die Eigenschreibweise ihres Pseudonyms lautet „E L James“ – ohne Punkte hinter den Initialen.

## Auszeichnungen
- 2012 LovelyBooks Leserpreis in der Kategorie Romantik/Liebe/Gefühl für Shades of Grey – Geheimes Verlangen

## Kritik
- Zum Roman Grey: „Das größte Problem: Die männliche Sichtweise nimmt man dem Buch einfach nicht ab. Ganze Szenen wiederholen sich nahezu eins zu eins – nur dass dieses Mal nicht Anastasia die ganze Zeit an Sex denkt, sondern Christian. Schneller und mit weniger Aufwand dürfte ein Schriftsteller selten ein paar hundert Seiten gefüllt haben.“[9]

## Werke
- Fifty Shades of Grey (2011), deutsch: Shades of Grey 01 – Geheimes Verlangen. Übersetzung: Andrea Brandl und Sonja Hauser, Goldmann Verlag, München 2012, ISBN 978-3-442-47895-8.
- Fifty Shades Darker (2011), deutsch: Shades of Grey 02 – Gefährliche Liebe. Übersetzung: Andrea Brandl und Sonja Hauser, Goldmann Verlag, München 2012, ISBN 978-3-442-47896-5.
- Fifty Shades Freed (2012), deutsch: Shades of Grey 03 – Befreite Lust. Übersetzung: Andrea Brandl und Sonja Hauser, Goldmann Verlag, München 2012, ISBN 978-3-442-47897-2.
- Grey. Fifty Shades of Grey as Told by Christian. (2015), deutsch; Grey. Fifty Shades of Grey von Christian selbst erzählt (Band 1). Übersetzung: Andrea Bandl, Karin Dufner, Sonja Hauser, Christine Heinzius und Ulrike Laszlo, Goldmann Verlag, ISBN 978-3-442-48423-2.
- Darker. Fifty Shades Darker as Told by Christian. (2017), deutsch: Darker. Fifty Shades of Grey. Gefährliche Liebe von Christian selbst erzählt (Band 2). Übersetzung: Andrea Brandl, Karin Dufner, Sonja Hauser, Christine Heinzius, Ulrike Laszlo, Goldmann Verlag, ISBN 978-3-442-48793-6.
- The Mister. (2019). deutsch: The Mister. Roman. Goldmann, München 2019, ISBN 978-3-442-49024-0.
- Freed. Fifty Shades Freed as Told by Christian. (2021), deutsch: Freed. Fifty Shades of Grey. Befreite Lust von Christian selbst erzählt (Band 3). Übersetzung: Jeannette Bauroth, Andrea Brandl, Karin Dufner, Sonja Hauser, Christine Heinzius, Goldmann Verlag, ISBN 978-3-442-49266-4.
- The Missus. (2023), deutsch: The Missus. Alessia und Maxim 2. Goldmann Verlag, München 2023, ISBN 978-3-442-49499-6.